# Madżra Kabir
Madżra Kabir (arab. مجرى كبير) – wieś w Syrii, w muhafazie Aleppo, w dystrykcie Dżarabulus. W 2004 roku liczyła 1832 mieszkańców.